# مدرعة الدوسر
الدوسر ناقلة جنود مدرعة ثقيلة طورت بواسطة مركز الملك عبد الله الثاني للتصميم والتطوير. وهي محورة عن دبابة القتال الرئيسية طارق (والتي بدورها نسخة مطورة عن الدبابة البريطانية سينتوريون ) وقد طلب الجيش الأردني 4 مدرعات عام 2014 ومن المتوقع ان يطلب المزيد في الاعوام القليلة المقبلة.
المهمة الاساسية للدوسر هي دعم التشكيلات المدرعة وفي ميدان المعركة تتحرك هذه المدرعات بجوار دبابات القتال الرئيسية، وهذه المدرعات تكون أقل عرضة لخطر الأسلحة المضادة للدبابات من المدرعات الأخرى. ويمكن لهذه المدرعة أن تحمل الجنود أو الذخيرة أو تستخدم كعربة إسعاف أو كعربة قيادة.
وتم تطوير المدرعة بازالة البرج منها وتعريض البدن 45 سم وهذا مما ساعد على ايجاد باب هيدروليكي خلفي بعرض 45 سم من الأسفل و85 سم من الأعلى كما تمت إضافة باب أمامي بعرض 75 سم وارتفاع 1 م وزيدت الفتحات العلوية لتصبح اربع. ويتألف طاقم المدرعة من جنديين إضافة إلى 11 راكب.
والدواسر هي المدرعة الثانية التي ينتجها الأردن بتحوير دبابات السينتورين فسبق أن شرع بإنتاج مدرعة التمساح ابتداءً من عام 2001 .

## التسليح
تتسلح مدرعة الدواسر ببرج يعمل بالتحكم عن بعد ويحمل مدفع رشاشة عيار 12.7 ملم وصواريخ كورنيت مضادة للدبابات كما تحمل المدرعة مدفع رشاش عيار 7.62 ملم.

## المحرك
محرك المدرعة الدواسر هو محرك ديزل سوبر جارجر كونتنتال ( AVDS-1790) بقوة 900 حصان، ونفس هذا المحرك المستخدم في دبابات القتال الرئيسية الأمريكية إضافة إلى دبابات طارق الأردنية. وتستخدم المدرعة نظام تعليق اليسون الاوتوماتيكي. واقصى مدى للمدرعة هو 200 كلم.

## اقرأ ايضاً
- اشزريت ناقلة جنود مدرعة
- إم-113
- بي إم بي-1
- أم2 برادلي
- ناقلة جنود مدرعة
- مدرعة التمساح